# Gravitation (manga)
Gravitation (グラビテーション Gurabitēshon) er en shōnen-ai mangaserie skrevet af Maki Murakami. 
Senere blev den også udgivet som en animeserie, instrueret af Bob Shirohata. 

## Handling
Den handler om den 18-årige dreng ved navn Shuichi Shindou som man følger gennem 12 bind. Han lever og ånder for sin musik. Men en dag møder han den mystiske fyr, ved navn Eiri "Yuki" Uesugi. Yuki er den verdens berømte kærlighedsroman-forfatter. Shuichi falder for ham på stedet og gør alt for at finde ham igen. Han finder ham og en masse sker f.eks. lader Shuichi Yuki have sex med ham. Bandet med hans bedste ven Hiroshi Nakano bliver opdaget og bliver til Bad Luck. Deres fremtid ser lys ud, for med Shuichis kontakt med Yuki var han i stand til at få kontakt til det største pladeselskab i japan. Redektøren er Tohma Seguichi som er bekendt af Eiri Yuki. Og da både Yuki og Tohma dukker op til en koncert hvor Shuichi og Hiroshi er opvarmning møder Shuichi Tohma som ikke blot bliver hans kommende chef, men også hans største rival nogensinde! Jo dybere man kommer ind i bøgerne desto hurtigere finder man ud af hvem Tohma i sandheden er. Tohma er gift med Yukis lillesøster, Mika Seguichi, men egentlig er han forelsket i Yuki. Yuki dækker over en dyster fortid han havde med sin første kæreste, som var en mand. 
Jo mere Shuichi finder ud af om Tohma og Yuki jo mere akavet bliver det og det skaber store forhindringer i bandet. Yuki har bl.a en hemmelig forlovede som han aldrig har mødt, og da Shuichi finder ud af det er bandet Bad Luck, på grundens rand.